# Rak splotu naczyniastego

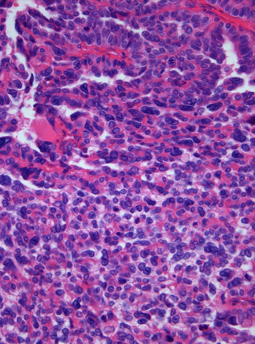
Obraz histologiczny raka splotu naczyniastego. Barwienie H-E, ×400

Rak splotu naczyniastego (ang. choroid plexus carcinoma) – rzadki, złośliwy guz ośrodkowego układu nerwowego, wywodzący się z komórek splotu naczyniastego. Przypisuje się mu najwyższy, IV° według WHO, stopień złośliwości histologicznej. Histologicznie charakteryzuje się polimorfizmem komórek i jąder komórkowych oraz atypią. Wymaga diagnostyki różnicowej z przerzutami raków do ośrodkowego układu nerwowego.